# Vellalur
Vellalur  es una ciudad y nagar Panchayat situada en el distrito de Coimbatore en el estado de Tamil Nadu (India). Su población es de 24872 habitantes (2011). Se encuentra a 10 km de Coimbatore.

## Demografía
Según el censo de 2011 la población de Vellalur era de 24872 habitantes, de los cuales 12794 eran hombres y 12078 eran mujeres. Vellalur tiene una tasa media de alfabetización del 86,44%, superior a la media estatal del 80,09%: la alfabetización masculina es del 91,59%, y la alfabetización femenina del 80,97%.